# Coto Sur
Coto Sur es un barrio ubicado en el municipio de Manatí en el estado libre asociado de Puerto Rico. En el Censo de 2010 tenía una población de 8184 habitantes y una densidad poblacional de 504,93 personas por km².

## Geografía
Coto Sur se encuentra ubicado en las coordenadas 18°24′46″N 66°27′57″O / 18.41278, -66.46583. Según la Oficina del Censo de los Estados Unidos, Coto Sur tiene una superficie total de 16.21 km², que corresponden a tierra firme.

## Demografía
Según el censo de 2010, había 8184 personas residiendo en Coto Sur. La densidad de población era de 504,93 hab./km². De los 8184 habitantes, Coto Sur estaba compuesto por el 83.57% blancos, el 8.47% eran afroamericanos, el 0.49% eran amerindios, el 0.06% eran asiáticos, el 5.18% eran de otras razas y el 2.24% pertenecían a dos o más razas. Del total de la población el 99.24% eran hispanos o latinos de cualquier raza.